# Чинг-ту (Титан)
Чинг-ту (англ. Ching-tu) — тёмная деталь альбедо на поверхности самого большого спутника Сатурна — Титана.

## География
Координаты местности — 30° ю. ш. 205° з. д. / 30° ю. ш. 205° з. д.. На севере от неё находится светлая местность — Адири. На северо-западе граничит с областью Конкордии. На востоке расположены две полосы Титана — полосы Перкунаса и полоса Хубала. Местность Чинг-ту была обнаружена на переданных снимках космического аппарата Кассини-Гюйгенс.

## Эпоним
Названа именем китайского буддийского рая. Название было утверждено Международным астрономическим союзом в 2006 году.